# Heinrich-Metzendorf-Schule
Die Heinrich-Metzendorf-Schule (eigene Schreibweise auch Heinrich Metzendorf Schule, schulintern kurz: HMS) ist ein Berufliches Schulzentrum in Bensheim, das aus verschiedenen Schulformen besteht. Im Jahre 1848 wurde die „Handwerker-Sonntagsschule“ von dem Ortsgewerbeverein gegründet. Das war die erste Gründung des beruflichen Schulwesens im gesamten Landkreis Bergstraße, aus welchem sich das heutige Schulzentrum entwickelt hat. Die Schule besteht heute aus zwei Gebäuden. Das Hauptgebäude existiert seit Oktober 1967, kurz darauf folgte die Übernahme eines Teiles der Kaufmännischen Schulen, das heutige Nebengebäude (Bauabteilung). Seit 2015 ist sie Schwerpunktschule im Kreis Bergstraße und dem Odenwaldkreis für das InteA-Programm (Integration und Abschluss) der hessischen Landesregierung und unterrichtet Schüler aus 49 Nationen.

## Schulformen
Die verschiedenen Schulformen der Heinrich-Metzendorf-Schule werden nach teilzeitorganisierten und vollzeitorganisierten Formen unterschieden. Die Teilzeit-Berufsschule wird von Schülern besucht, die einen Ausbildungsvertrag abgeschlossen haben, während die Vollzeit-Schulformen von Schülern besucht werden, die sich entschieden haben, einen Mittleren Abschluss, die Fachhochschulreife oder die Allgemeine Hochschulreife zu erwerben.

## Ausbildungsinhalte
Der Berufsschulzweig umfasst 40 Ausbildungsberufe im gewerblich-technischen Bereich und im Bereich Ernährung und Hauswirtschaft. Der berufsfachschulische Zweig bietet eine Berufsfachschule für Elektrotechnik, Metalltechnik, Holztechnik, Ernährung/Hotel, Gaststätten und Körperpflege an, als Abschluss steht ein Mittlerer Abschluss. Des Weiteren gibt es einen fachschulischen Zweig, der auf eine Berufsausbildung aufbaut, wie die Technikerschule für Maurer, Zimmerer, Bauzeichner, Fliesenleger, Straßenbauer, Bauschlosser, Stahlbetonbauer, Maler, Tischler, Technische Zeichner und Heizungsbauer. Das berufliche Gymnasium mit den Fachrichtungen Mechatronik und Umwelt kooperiert mit der Karl Kübel Schule in Bensheim, wobei man die Allgemeine Hochschulreife erlangen kann. Die zweijährige Fachoberschule hingegen, wird im Bereich Bautechnik, Elektrotechnik, Ernährung, Informationstechnik sowie Maschinenbau angeboten und führen zu der Fachhochschulreife.

## Pädagogische Arbeit, Ausstattung und Angebote
Seit Anfang des Schuljahres 2015 ist die Heinrich-Metzendorf-Schule die Schwerpunktschule für das InteA-Programm (Integration und Abschluss) der hessischen Landesregierung im Kreis Bergstraße und dem Odenwaldkreis. Dies ist eine Maßnahme des Hessischen Kultusministeriums (HKM) und des Ministeriums für Soziales und Integration (HMSI). Immoment werden rund 160 junge Flüchtlinge ohne Deutschkenntnisse in Sprachintensivklassen und -kursen unterrichtet. Neben Deutsch und Mathematik werden berufsspezifische Kenntnisse vermittelt. Die Koordination der Sprachintensivklassen leitet derzeit Michaela Wiegand.
Neben dem Beruflichen Gymnasium für Mechatronik gibt es noch die Fachrichtung Umwelttechnik, deren Schwerpunkte Umwelttechnik und Umweltökonomie sind.

## Geschichte

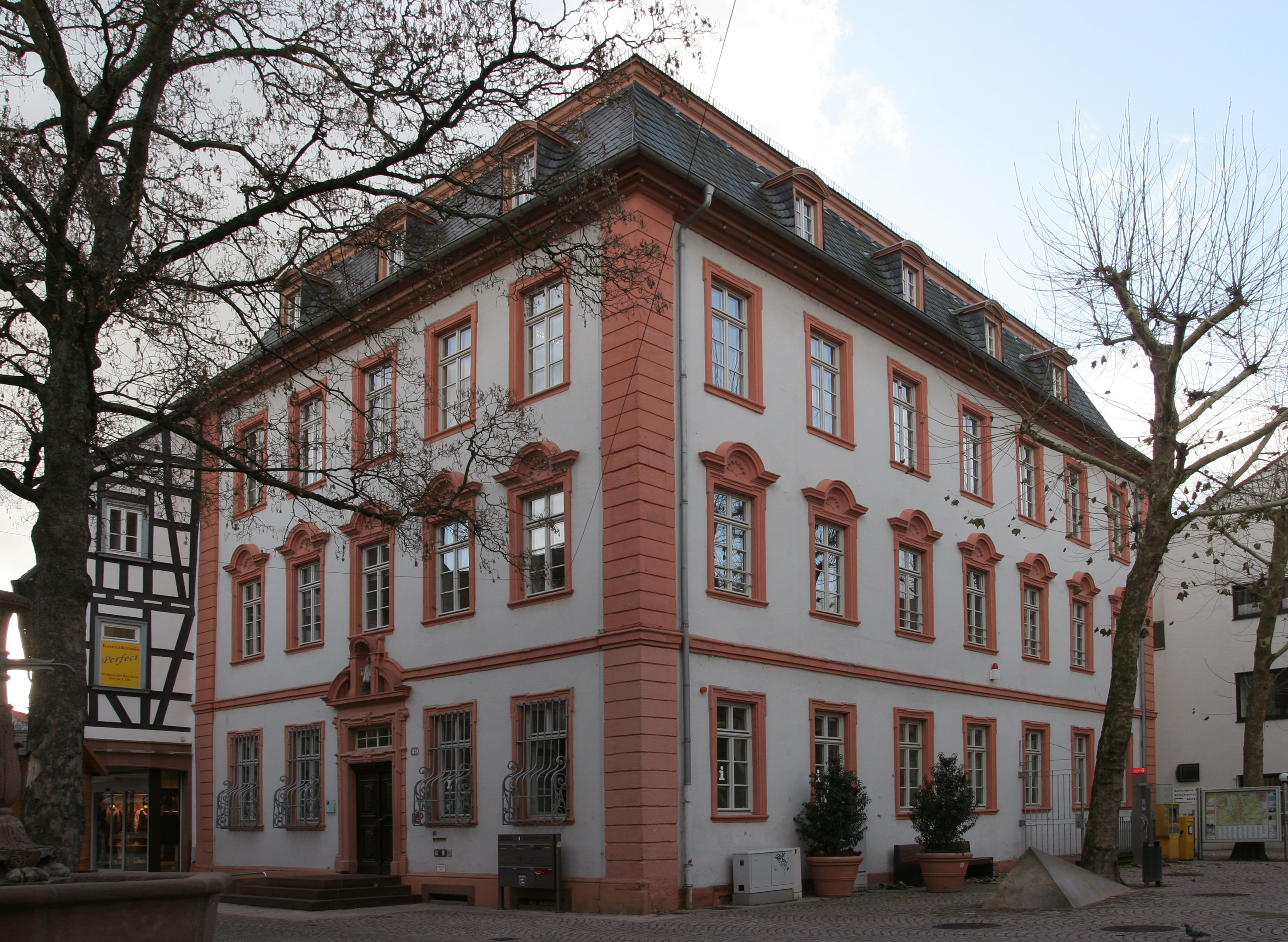
1848 Alte Faktorei Handwerker Sonntagsschule

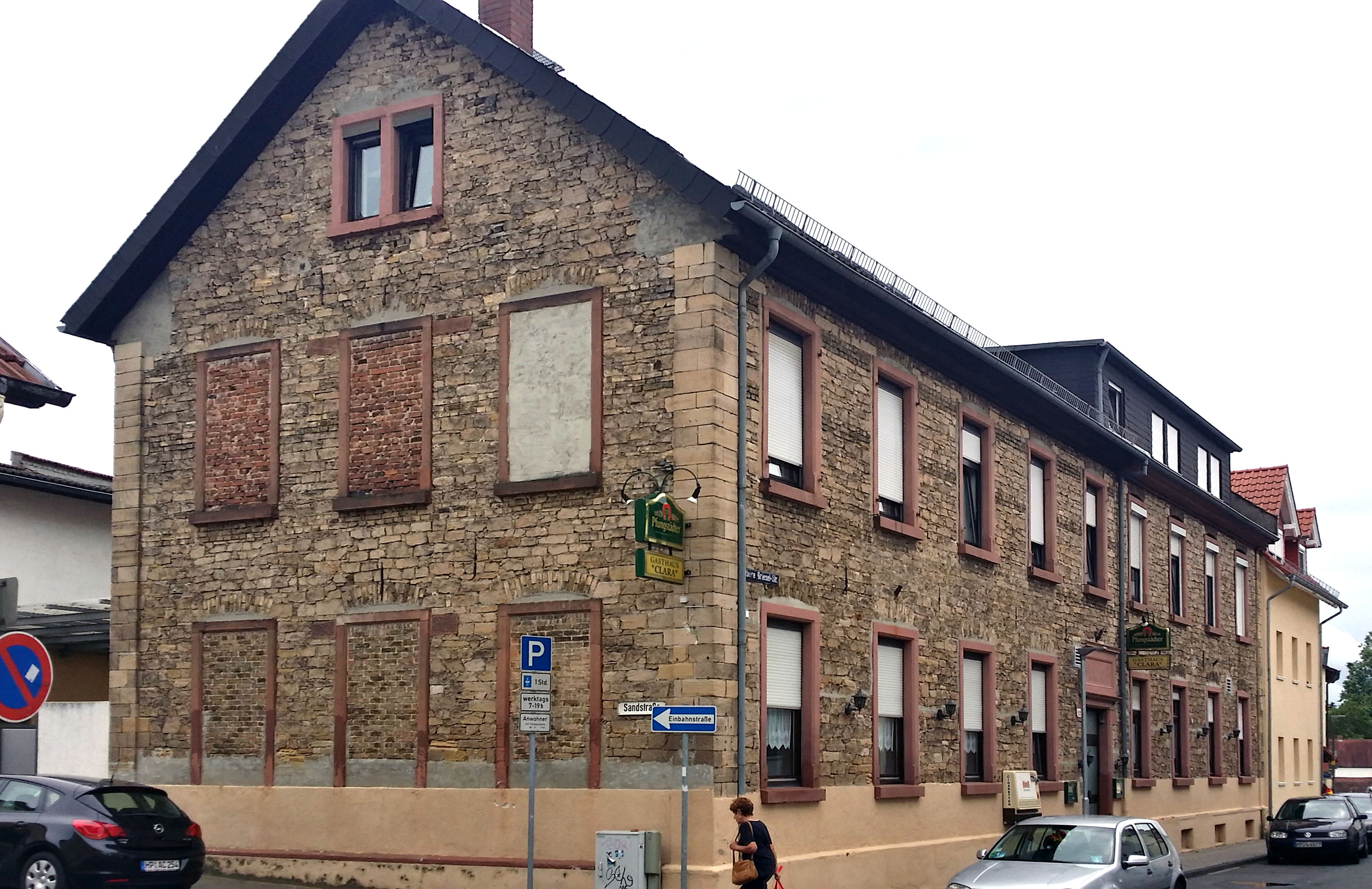
1886 obere Grieselstraße Gewerbeschule

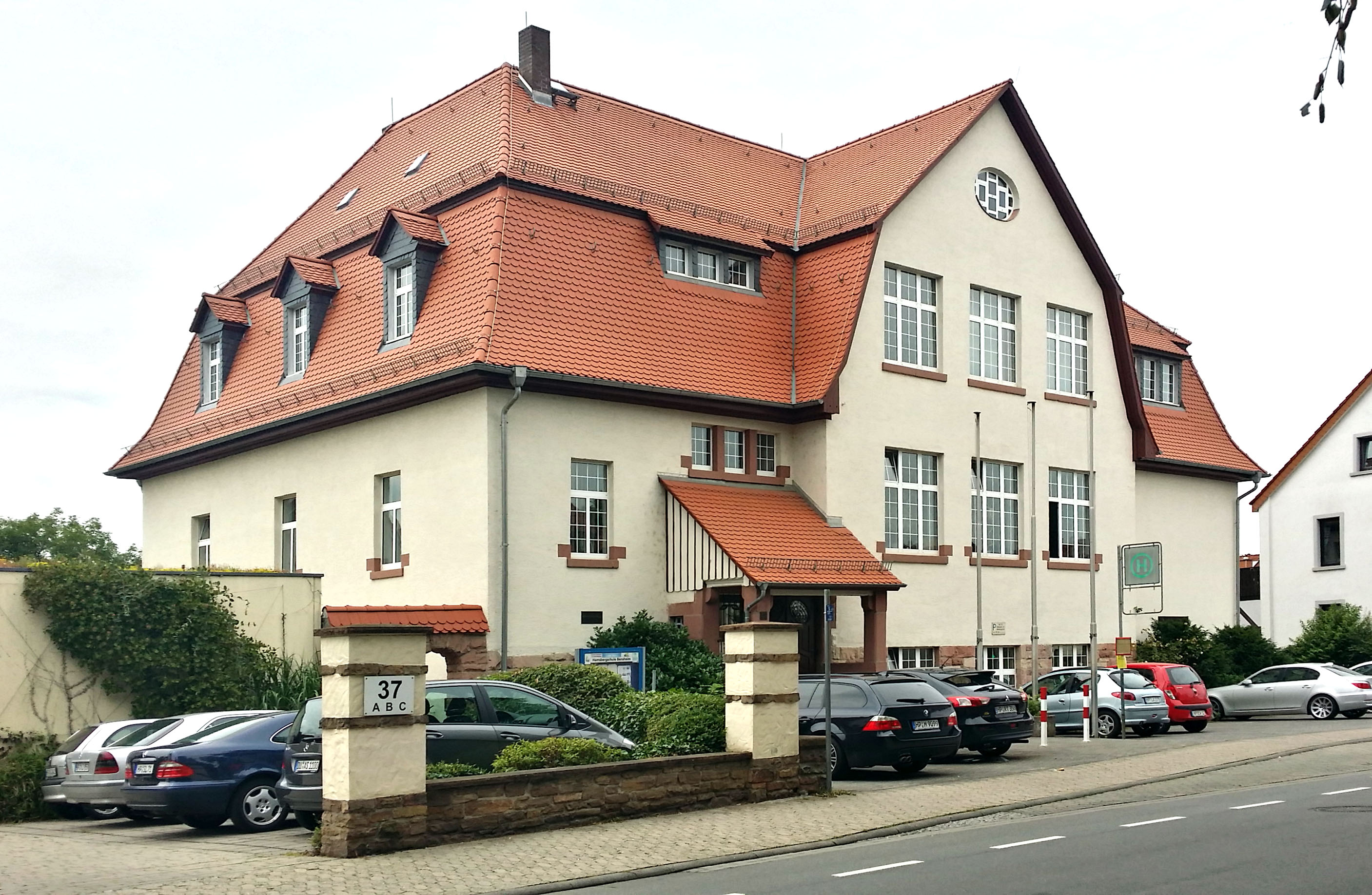
1907 Heidelberger Straße Berufsfortbildungsschule – Bau-, Gewerbe-, Malerschule

### 1843–1944 Fortbildungsschule
Um den Bedarf an qualifizierten Bauhandwerkern zu decken, ging 1844 der Ortsgewerbeverein auf die Forderung einer Fortbildungsschule bezüglich der Berufsbildenden Schulen ein. Im Jahre 1848 wurde die „Handwerker-Sonntagsschule“ im Knabenschulhaus am Kirchenplatz eröffnet. Der dritte Dezember 1848 ist der Geburtstag des beruflichen Schulwesens des gesamten Kreises Bergstraße. 1851 besuchten bereits 120 Schüler aus Bensheim und Umgebung den Unterricht. 1856 erließ man die erste Schul- und Hausordnung; Schulgeld wurde erstmals 1872 erhoben. Ab 1874 wurden in beruflich ausgerichteten Klassen der Fortbildungsschule 155 Schüler zusammengefasst. Am 31. Oktober 1886 wurde wegen steigender Schülerzahlen ein eigenes Schulhaus in der oberen Grieselstraße errichtet, das 1895 wieder erweitert werden musste. Im August 1907 wurde nach den Plänen des Hauptlehrers Hugo Eisenhardt in der Heidelberger Straße ein größeres Gebäude erbaut. Ab Ende des Schuljahres 1910/11 endete die Sonntagsschule und wurde durch die Berufsfortbildungsschule als Bau- und Gewerbe- sowie Malerschule ersetzt. Im Jahre 1924 wurde die Schulträgerschaft von der Stadt Bensheim übernommen. 1932 wurde der Gewerbeschuldirektor Eisenhardt pensioniert. 1938 wurde der Architekt Ludwig Keßer, sein Nachfolger, von der Naziregierung zwangspensioniert. Im selben Jahr wurde die Berufs- und Fortbildungsschule zu einer Berufsschule auf Bezirksebene umgestaltet. Erster Direktor war Josef Stoll. Wegen des Zweiten Weltkrieges musste die Schule 1944 geschlossen werden. Das gesamte Schulwesen erlitt wegen des Nationalsozialismus einen gewaltigen Rückschritt.

### 1945–1977 Kreisberufsschule
Am 12. Oktober 1945 konnte man den Unterricht als Kreisberufsschule wieder aufnehmen. Die erste kommissarische Leitung übernahm der Gewerbelehrer Hugo Roth, worauf am 1. November 1947 die Leitung der Berufsschule vom Direktor Erich Mattern übernommen wurde. Als am 31. März 1958 der Direktor Erich Mattern in den Ruhestand ging, folgte Hans Steglich, der am 16. November 1960 verstarb. Nachdem der Schulträger zunächst die Stadt Bensheim war, wurde am 1. April 1959 die Schulträgerschaft der Kreisberufsschule vom Landkreis Bergstraße übernommen. Die Abtrennung und Verselbstständigung der kaufmännischen Abteilung und der Handelsschule stand zur Diskussion, da das Berufsschulwesen im Kreis Bergstraße neu gegliedert werden musste. Am 1. Januar 1963 wurde die Berufsschule in die gewerbliche und die kaufmännische Kreisberufsschule geteilt. Der am 1. Dezember 1960 gegründete Neubau wurde am 23. Januar 1967 bezogen und ab dem 26. Oktober 1967 genutzt. Die Schule hatte jetzt den Namen „Gewerbliche Kreisberufsschule“. Das Kollegium bestand aus 43 Lehrern, mit dem Schulleiter Franz Müller ab 1960. Mit hausinternem Umbau mussten ständig neue Unterrichtsräume für die wachsende Schülerzahl geschaffen werden. Vorbereitungs-, Lehrmittel und Sammlungsräume gingen verloren. Mehr Platz brachte die Übernahme eines Gebäudeteils der Kaufmännischen Schulen nebenan (Nebengebäude).

### 1978–2004 Berufliche Schulen des Kreises Bergstraße
Ab 1978 trug die Schule den Namen „Berufliche Schulen des Kreises Bergstraße in Bensheim“. Im Jahre 1981 war das Kollegium mittlerweile auf 114 Lehrer angewachsen. Als Franz Müller im Jahre 1982/83 in den Ruhestand ging, wurde der seitherige Vertreter des Schulleiters, Lothar Thehos, sein Nachfolger. 1997 trat der neue Schulleiter Matthias Hegyaljai sein Amt an und begann mit dem langjährigen Umbau der Schule, in den Investitionen von 17 Millionen Euro flossen.

### 2005 Heinrich-Metzendorf-Schule

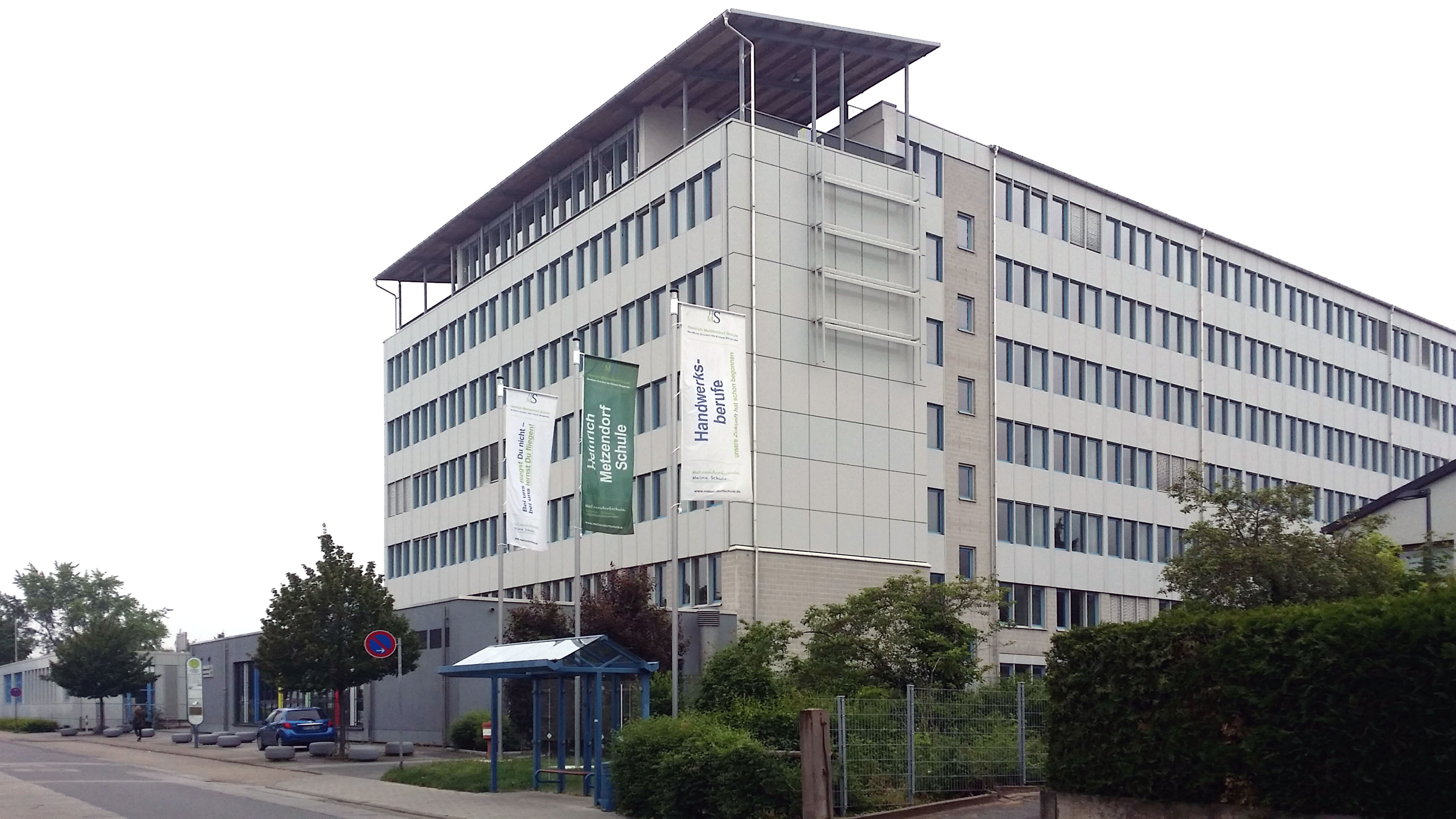
Hauptgebäude der Heinrich-Metzendorf-Schule

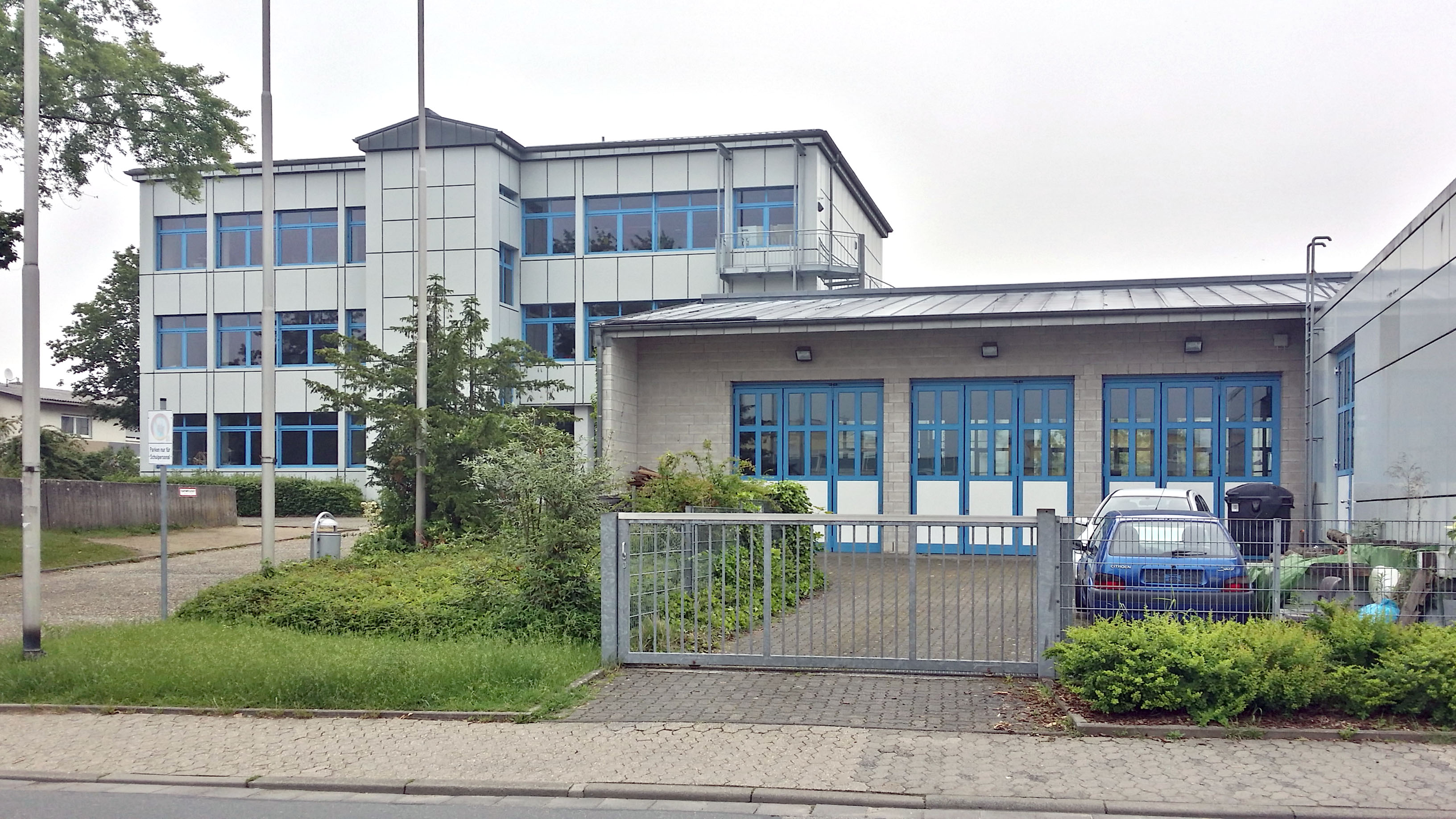
Nebengebäude (Bauabteilung)

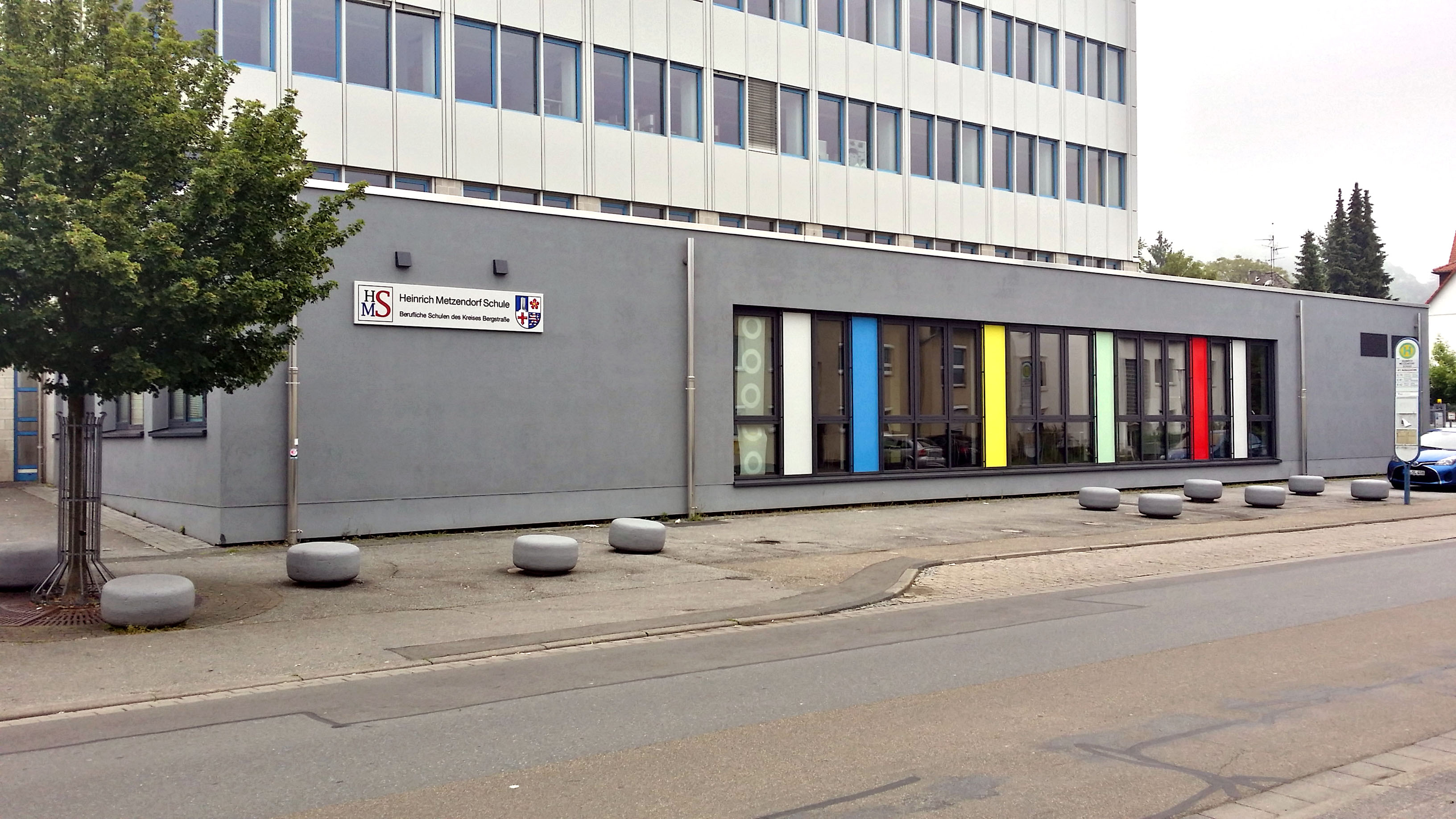
Metzeria

Im Jahre 2004 wurde der Umbau zur neuen Schule mit der Namensgebung Heinrich Metzendorf Schule abgeschlossen. Der Namensgeber war Franz Heinrich Metzendorf (1866–1923), ein Steinmetz und Architekt der Bergstraße. Unter dem Schulleiter Matthias Hegyaljai wurden Schulsozialarbeit und Schulseelsorge eingerichtet. 2005 wurde eine Mediothek eröffnet. Seit dem Jahre 2008 ist Wolfgang Freudenberger Schulleiter. Die Metzendorf-Gesellschaft wurde gegründet, um das Erbe des Namensgebers zu erhalten. Im Jahre 2012 wurde das Nebengebäude (Bauabteilung) grundsaniert, woraufhin im Jahre 2015 der Neubau der „Metzeria“ eingeweiht wurde. Die Mediothek wurde um ein Selbstlernzentrum erweitert. Mit dem Umbau des Verwaltungstraktes wurden ein neues Schulsekretariat und Büros für die Sekretäre eingerichtet. Neben der Erneuerung des Maschinenparks wurden neue Computer, Laptops, interaktive Boards und Beamer angeschafft, ebenso eine Energieeffiziente Beleuchtung, Heizung, Dämmung von Gebäude und Fenstern. Die Schule wurde eine Schwerpunktschule für jugendliche Flüchtlinge und hat Schüler aus 49 Nationen.

### Die Schulleiter der Heinrich-Metzendorf-Schule
- bis 1932: Hugo Eisenhardt
- 1932–1938: Ludwig Keßer
- 1938–1944: Josef Stoll
- 1945–1947: Hugo Roth (kommissarisch)
- 1947–1958: Erich Mattern
- 1958–1960: Hans Steglich
- 1963–1982: Franz Müller
- 1982–1994: Lothar Thehos
- 1997–2007: Mathias Hegyaljai
- 2008–2018: Wolfgang Freudenberger
- seit 2018: Thomas Bährer[11][9]

## Soziales
Pädagogische Leiterin der Heinrich-Metzendorf-Schule ist Martina Jost. Neben der Sozialarbeit in der Schule gibt es eine Sozialpädagogische Beratung sowie eine Schulseelsorge, ein Förderteam, Eingangsdiagnostik und individuelle Förderung. Des Weiteren gibt es die QuaBB: Qualifizierte ausbildungsbegleitende Beratung und Betreuung.

## Förderverein
Am 20. Juni 1986 wurde der Förderverein der Heinrich-Metzendorf-Schule gegründet, der sich zur Aufgabe machte, die Bildung und Erziehung außerhalb des Lehrangebotes zu fördern. Aufgaben sind zum Beispiel Planung, Organisation und Abwicklung der sozialpädagogischen Betreuung. Beratung und Begleitung wird für alle Schüler angeboten. Der Verein setzt sich für die Förderung schulischer Einrichtungen, Maßnahmen und Veranstaltungen ein. Eine weitere Aufgabe ist die Leitung des Bistros Metzeria. Neben finanzieller Unterstützung bedürftiger Schüler bei der Teilnahme an Studienfahrten werden Jugendliche in persönlichen Notlagen individuell gefördert. Gefördert wird aus Mitteln der Europäischen Union – Europäischer Sozialfonds und aus Mitteln des Hessischen Ministeriums für Wirtschaft, Energie, Verkehr und Landesentwicklung sowie des Kreises Bergstraße.

## Partnerschulen
England
- Bildungszentrum Almond Vocational Link (AVL) in Plymouth[13]

 Frankreich
- Berufsschule LEGTA Aix-Valabre in Gardanne, Südfrankreich[14]
- Berufsschule CFA Le Beausset, Südfrankreich[15]
- Berufsschule Costebelle in Hyères, Südfrankreich[16]

 Italien
- Berufsschule Riva[17]

 Spanien
- Ausbildungszentrum HETEL in Bilbao[18]

 Vereinigte Staaten
- Berufsschule Madison Area Technical College[19]

## Kooperation
Um gemeinsame Unterrichtsprojekte sowie Schülerbegegnungen zu fördern und Praktikanten auszutauschen, gibt es internationale Beziehungen mit den USA, China, Frankreich, Polen, Spanien und Italien.